# Jáde (keresztnév)
A Jáde keresztnév spanyol eredetű, rendkívül ritka női név. Jelentése jáde (féldrágakő)

## Jáde becenevei
Jádus, Jádika, Jádécska, Ádi, Ádus, Áduka

## Jáde névnapja
nincs hivatalos névnapja ( Ajánlott névnapok: január 15. | április 15. | július 15. | október 15. )